# П'янов Володимир Якович
Володимир Якович П'янов (18 жовтня 1921, с. Крючки, нині Балаклійський район, Харківська область — 10 грудня 2006, м. Боярка, Київська область) — український критик, перекладач і журналіст.

## Життєпис
Народився Володимир П'янов у с. Крючки Балаклійського району Харківської області у багатодітній родині (семеро дітей). Після закінчення середньої школи працював у редакціях районних газет. У 1930-х роки працював у редакції Красноградської районної газети «Соціалістична перебудова». З початком німецько-радянської війни мобілізований до лав Червоної армії. Володимир П'янов був поранений на території Молдавії, лікувався у шпиталі. Під час війни вивчив молдавську та румунську мови.
Після війни закінчив факультет журналістики Вищої партійної школи при ЦК КПУ. Був на редакційній роботі в літературному журналі і видавництвах, згодом його запросили до Києва.
У літературній критиці П'янов виступав з 1947 року на актуальні тоді теми радянської літератури, займався перекладом творів молдавських та румунських письменників українською мовою.
У роки свого редакторства в журналі «Вітчизна», та і все своє життя підтримував молодих письменників, редагував рукописи. Товаришував із багатьма визначними українськими письменниками. Своїм учителем і другом вважав Павла Тичину. В його робочому столі залишилися нотатки та сторінки рукопису нової книги про Олеся Гончара.
Останні роки мешкав у містечку Боярка на Київщині, де працював над новими книжками.
Помер 10 грудня 2006 року.

## Твори
- «Образ більшовика в українській радянській літературі» (1949);
- «Третє цвітіння» (1963);
- «Визначні, відомі й „та інші…“» (Київ: Український письменник, 2002);
- «На струнах вічності» (Київ: Український письменник, 2002);
- «Ламані-переламані і…щасливі (спогади, есеї, нариси)» (Київ: Український письменник, 2005).